# Füstösmolyfélék
A füstösmolyfélék vagy füstösszárnyú molyfélék (Heterogynidae) a valódi lepkék (Glossata) alrendjébe tartozó Heteroneura alrendág Zygaenoidea öregcsaládjának egyik családja.

## Elterjedésük, élőhelyük
A család az egész Földön elterjedt, de Európában csak négy fajuk él. E négyből egy – a füstösmoly (Heterogynis penella Hb., 1819) – került elő Magyarországról is, és ez az egy is ritkaságnak számít.